# Hasta Mañana
Hasta Mañana (in spagnolo "Ci vediamo domani"), il cui titolo originale era Who's gonna love you?, è un singolo del gruppo musicale svedese ABBA pubblicato nel 1974 dall'etichetta Polar Music.

## Descrizione
Inizialmente, temendo che il singolo Waterloo potesse creare qualche rischio, il gruppo decise di portare all'Eurovision Song Contest la ballata Hasta Mañana, che era più nello stile dei precedenti vincitori. Alla fine, però, optarono per Waterloo, perché contraddistingueva Agnetha Fältskog e Anni-Frid Lyngstad come voci principali, mentre Hasta Mañana aveva solamente Fältskog come lead vocalist.
In fase di registrazione, il gruppo stava decidendo di rinunciare alla pubblicazione del singolo, in quanto nessuno di loro riusciva a cantarla perfettamente. Solo Agnetha decise di insistere perché sentiva che se l'avesse cantata nello stile di Connie Francis avrebbe funzionato. E così fu.

## Successo commerciale
In Australia Hasta Mañana è stata successivamente pubblicata come lato B del singolo So Long, che non andò mai in classifica. Dopo essere stato presentato nello special TV di grande successo The Best of ABBA, trasmesso nel marzo 1976, il singolo è diventato un successo da top 20 in Australia e da top 10 in Nuova Zelanda.
È arrivato alla posizione numero 2 nella classifica del Sudafrica, dove ancora oggi è molto popolare.

## Cover
- Una versione degli ABBA con l'artista Lena Andersson come lead vocalist fu una hit del 1974, così come una cover del gruppo dance Schytts lo stesso anno. Lena Andersson registrò anche una versione in lingua tedesca e una in lingua svedese, sempre usando la base originale degli ABBA.
- Nel 1974, la cantante polacca Anna Jantar pubblicò una versione polacca intitolata Hasta Maniana.
- Nel 1975, il cantante australiano Judy Stone rilasciò una suo versione in un lato A di un suo single.
- Nel 1975, una cantante di Hong Kong Amina 阿美娜 registrò una versione Cantonese intitolata Hasta Manana 情莫變.[2]
- Nel 1977, la canzone fu ricantata dalla cantante americana Debby Boone. Fu inserita nel lato B del suo singolo You Light Up My Life.
- Nel 1978, un gruppo country svedese chiamato Nashville Train (che includeva alcuni ex membri della banda di supporto degli ABBA) registrò una cover della canzone nel loro album ABBA Our Way.
- Nel 1984, la cantante di Hong Kong Sally Yeh ne fece una versione in lingua Cantonese.
- Nel 1989, il gruppo dansband svedese Vikingarna rilasciò una versione che divenne una hit in Svezia.
- Nel 1992, il gruppo dance svedese Army of Lovers pubblicò una versione nella compilation ABBA - The Tribute.[3] This cover was also included on the 1999 album ABBA: A Tribute - The 25th Anniversary Celebration.
- Nel 1996, la girlband belga Sha-Na registrò una versione dance con in lingua olandese che fu pubblicato come singolo.
- In 1998, la band spagnola Los Grey's registrò versione spagnola per il loro albumCosa De Locos.